# Bagulin
Bagulin là một đô thị hạng 5 ở tỉnh La Union, Philippines. Theo điều tra dân số năm 2015, đô thị này có dân số 13.456 người trong.

## Các đơn vị hành chính
Bagulin được chia ra 10 barangay.
- Alibangsay
- Baay
- Cambaly
- Cardiz
- Dagup
- Libbo
- Suyo
- Tagudtud
- Tio-angan
- Wallayan